# Houssay (Loir-et-Cher)
Houssay – miejscowość i gmina we Francji, w Regionie Centralnym, w departamencie Loir-et-Cher.
Według danych na rok 1990 gminę zamieszkiwało 346 osób, a gęstość zaludnienia wynosiła 21 osób/km² (wśród 1842 gmin Regionu Centralnego Houssay plasuje się na 801. miejscu pod względem liczby ludności, natomiast pod względem powierzchni na miejscu 812.).